# Joel Rönnmark
Joel Rönnmark, född den 24 januari 1990 i Linköping, är en före detta ishockeyspelare och nuvarande förbundskapten för Sveriges J20-herrlandslag i ishockey.

## Spelarkarriär
Joel Rönnmark har spelat för Linköping HC:s J18 och J20-lag samt för HF Linköping i division 2.

## Tränarkarriär
Rönnmark har arbetat som assisterande tränare och videocoach i Linköping.  Säsongen 2014/15 blev han assisterande tränare i Växjö Lakers J20-lag, 2018 blev Rönnmark assisterande tränare i juniorlandslaget samtidigt som han var huvudtränare för Växjö Lakers J18-lag. I december 2020 tillkännagavs att Rönnmark kommer att leda Sveriges J20-herrlandslag i JVM 2020/21 i Kanada.